# 高橙
高橙（1433年—？），字彥村，福建興化府莆田縣人，明朝政治人物。進士出身。

## 生平
福建鄉試第七十二名。天順元年（1457年）丁丑科會試第二百七十四名，殿試登進士第三甲第一百六十七名。成化七年（1471年）任廣東廣州府知府。

## 家族
曾祖父高鵬，曾任縣丞。祖父高獻氏，曾任知縣。父亲高蒲。